# Grigori Jakowlewitsch Baklanow

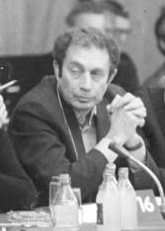
Grigori Baklanow (1981)

Grigori Jakowlewitsch Baklanow (russisch: Григо́рий Я́ковлевич Бакла́нов; eigentlich: Friedman; * 11. September 1923 in Woronesch; † 23. Dezember 2009 in Moskau) war ein sowjetischer Schriftsteller.

## Leben
Baklanow wurde bereits mit zwölf Jahren Vollwaise. Ab Sommer 1941 erlernte er den Beruf des Schlossers in einer Fabrik. Nach dem Überfall der Deutschen 1941 meldete er sich, noch 17-jährig, als Freiwilliger an die Front. 1942 trat er in die KPdSU ein. Er kämpfte in der Artillerie. Später stieg er zum Leiter einer Aufklärungsabteilung auf. 1943 wurde er zur 3. Ukrainischen Front versetzt und war an der Befreiung von Kischinjow (der heutigen Hauptstadt von Moldawien), Rumänien, Sofia, Budapest und Wien beteiligt. Das Ende des Zweiten Weltkriegs erlebte er im Rang eines Leutnants in Wien, folgerichtig wurde er u. a. mit der Medaille „Für die Einnahme Wiens“ und der Medaille „Sieg über Deutschland“ ausgezeichnet. Nach dem Abzug der sowjetischen Besatzungsarmee aus Wien studierte er von 1946 bis 1951 am Literaturinstitut des Schriftstellerverbands der UdSSR (Maxim-Gorki-Literaturinstitut). Zu seinen Kommilitonen zählten Wladimir Fjodorowitsch Tendrjakow, Wladimir Alexejewitsch Solouchin und Juri Wassiljewitsch Bondarew.
Seine ersten Erzählungen zwischen 1950 und 1955 handeln vom Kolchosleben. 1957/1958 wandte er sich der Romanform zu und beschrieb ungeschminkt Fronterlebnisse des Zweiten Weltkriegs. In seinem Roman Juli 1941 von 1965 thematisierte er die Stalinschen Säuberungen von 1937 wie auch den militärischen Zusammenbruch nach dem Vormarsch der Wehrmacht viel anschaulicher und kompromissloser als Konstantin Simonow, wie Siegfried Lokatis meint. In der DDR wurde der Druck der deutschen Übersetzung von Juli 1941 im August 1965 im Gegensatz zu Simonows Roman Die Lebenden und die Toten abgelehnt. Sie erschien erst 1978 zusammen mit dem im Original zehn Jahre später verfassten Freunde in einem Band. Das Nachwort schrieb Max Walter Schulz, in dem Baklanow einen verständnisvollen und seelenverwandten Freund in der DDR gefunden hatte. Sein erster Aufenthalt in der DDR fiel in das Jahr 1979. Dort traf er seinen Schriftsteller-Kollegen Erich Köhler zum Arbeitsgespräch.
1982 verlieh man ihm den Staatspreis der UdSSR. 1986 wurde er Sekretär im Schriftstellerverband der UdSSR und Ende des Jahres Chefredakteur der reformfreundlichen Literatur- und Kunstzeitschrift Snamja (russisch: Знамя, „Banner“), ferner ein aktiver Kämpfer für die demokratischen Ideale der Perestroika. Aufgrund dieser Aufgaben kam er nicht mehr zum eigenen Schreiben. Ihm zu verdanken ist eine Auflagensteigerung bis 1989 von 220.000 auf 980.000 Exemplare. Bis 1993 war er auch Chefredakteur der Literaturzeitschrift Zwesda („Der Stern“), in der viele bis dahin verbotene Werke (Bulgakows Hundeherz, Wladimows Der treue Ruslan u. a.) veröffentlicht wurden. In diesen Jahren, die als „Perestroika“ in die Geschichte eingingen, bekannte Baklanow: „Eine solche Zeit wie heute hat es für die Literatur während meines ganzen Lebens nicht gegeben.“ Im Frühjahr 1988 trafen er und andere Repräsentanten der Sowjetliteratur in Dänemark die Emigranten Andrei Sinjawski und Lew Kopelew. Außerdem engagierte er sich in der im Frühjahr 1989 gegründeten kritischen Gruppe „Aprel“ („April“) innerhalb des Schriftstellerverbandes (nun der Russischen Sozialistischen Föderativen Sowjetrepublik, kurz: RSFSR), die beispielsweise demokratische Verfahren im Verband anmahnte. So wie er 1979 als Weltkriegsveteran den von der Sowjetarmee geführten Krieg in Afghanistan scharf kritisiert hatte, verurteilte er 1994 und 1999 die beiden Kriege in Tschetschenien. 1997 erhielt er den Staatspreis der Russischen Föderation.
Seine Frau Elga war Lehrerin, die Wert darauf legte, dass ihre Schüler einen Gesamtüberblick über Literatur und die Hintergründe ihrer Entstehung vermittelt bekamen. Die gemeinsame Tochter studierte Literaturkritik am Gorki-Institut, während der ältere Sohn als Redakteur der sowjetischen APN arbeitete. Grigori Baklanow starb am 23. Dezember 2009 in Moskau.

## Stil
Nach frühen Kurzgeschichten, die vom Dorfleben und dem Versuch der Leute, dieses vor Stagnation zu bewahren, berichten, wandte sich Baklanow der Schilderung von spezifischen, vor allem heiklen Situationen aus dem Zweiten Weltkrieg zu. Zwischen 1944 und 1953, so erläuterte er, habe weder der Schriftsteller noch der Historiker eine selbstständige Deutung des Kriegsgeschehens vornehmen dürfen, da das Regime festgelegt habe, dass stets zum Ausdruck kommen müsse, dass der sowjetische Sieg zwingend hatte eintreten müssen. Baklanow beschrieb die sogenannte „Schützengrabenwahrheit“, das heißt extreme Frontsituationen und verlustreiche Schlachten, so naturalistisch wie möglich. Im Kampf auf fast verlorenem Posten bei unvorstellbar hohem Verschleiß an Menschenleben müssen in seinen Büchern zufällig zusammengeführte individuell denkende und fühlende Menschen gemeinsam um die eigene Existenz ringen und daneben die Vaterlandsverteidigung aufrechterhalten. Nicht selten wird dabei die Frage nach der moralischen Verantwortung der Führung vor den eigenen Soldaten und dem eigenen Volk aufgeworfen.
1979 unterstrich Baklanow in Interviews mit DDR-Zeitungen wiederholt die Wichtigkeit seiner Literaturgattung. Im Februar äußerte er gegenüber der Märkischen Volksstimme: „Wir sind verpflichtet, die Menschen ständig daran zu erinnern, welchen Wert die Erhaltung des Friedens auf der Erde hat. Ich bin froh, daß meine schöpferischen Intensionen immer mit den Interessen meiner Leser, meines Landes übereinstimmen.“ Und im November, einen Monat vor dem Einmarsch von Sowjettruppen in Afghanistan, im Sonntag: „In der heutigen Welt, wo jeden Tag irgendwo Krieg stattfindet, hat man diese Kriegsliteratur, die ja eigentlich eine Friedensliteratur ist, sehr nötig. All jene Leute, die einen Krieg aushalten mussten, können doch nichts anderes wollen, als daß es nie wieder zu solchen Schrecklichkeiten kommt, und daß die Bereitschaft aller Menschen zum Frieden geweckt wird.“ Getreu dieser Einstellung stand er nicht hinter der militärischen Maßnahme seiner Regierung.

## Auf Deutsch erschienene Werke

### Romane und Erzählungen
- 1960: Ein Fußbreit Erde. Roman. Deutsche Verlagsanstalt, Stuttgart.
- 1962: Die Toten schämen sich nicht. Roman. Goldmann Verlag, München. (1963 in der DDR u.d.T. Die Toten trifft die Schande nicht. Erzählung. VEB Verlag Kultur und Fortschritt, Berlin (= Die Bunte Reihe).)
- 1978: Juli 41. Freunde (zwei Romane in einem Band). Volk und Welt, Berlin (Nachwort: Max Walter Schulz).
- 1981: Sie bleiben ewig neunzehn. Verlag Volk und Welt, Berlin (= Spektrum, Band 152).
- 1982: In Sachen Karpuchin. Aufbau Verlag, Berlin/Weimar (= Edition neue Texte).
- 1982: Babitschew (Erzählung). In: Sinn und Form. Beiträge zur Literatur. Akademie der Künste der Deutschen Demokratischen Republik (Hrsg.), Heft 6/1982, Rütten & Loening, Berlin, S. 1153–1156 (zuerst in: Drushba narodow, russisch: Дружба народов, „Völkerfreundschaft“, Heft 1/1982).
- 1983: Der Geringste unter den Brüdern. Novelle. Verlag Volk und Welt, Berlin 1983 (= Spektrum, Band 174).

### Essays
- 1962: Ein gerüttelt Maß. Fünfzig Jahre „Prawda“. In: Sowjetliteratur. Monatsschrift des Schriftstellerverbandes der UdSSR, Heft 5/1962.
- 1975: Was uns die Kunst bietet. In: Sowjetliteratur. Monatsschrift des Schriftstellerverbandes der UdSSR, Heft 9/1975, S. 122–126.

## Rezeption
Im Lexikon der russischen Literatur des 20. Jahrhunderts heißt es, Baklanows Erzählungen aus dem Kolchoseleben stellten echte Konflikte dar und gehörten daher zur ersten kritischen Literatur nach Stalins Tod 1953. Doch eine echte Alternative zur pseudodokumentarisch-heroisierenden Kriegsdarstellung der Stalin-Ära bot sich den Schriftstellern erst nach dem XX. Parteitag der KPdSU 1956.
Waren die Erzählungen künstlerisch noch nicht ausgereift, entstanden nun „niveauvolle Romane“. Günter Warm nennt in seinem Beitrag Gestaltung des Krieges in neuer Sicht für die Geschichte der russischen Sowjetliteratur 1941–1967 die lakonische, nüchterne und unerbittliche Wiedergabe von alltäglichem Kriegsgräuel als die große Kunst von Baklanow. Dieser werte „Menschlichkeit und Unmenschlichkeit, Recht und Unrecht, Moral und Unmoral schonungslos“ und stelle somit „die in selbstverständlicher Pflichterfüllung alles, auch ihr Leben“, aufs Spiel setzenden Kombattanten als echte Helden überzeugend dar. Zur Zeit der Veröffentlichung überwog in der Sowjetunion allerdings noch der Argwohn. Baklanows lediglich in einer Zeitschrift abgedruckte Novelle Pjad zemli von 1959 (1960 auf Deutsch: Ein Fußbreit Erde) rief die konservativen Kräfte, die an der Verklärung der heimatlichen – ihrer Ansicht nach – unfehlbaren Idealgesellschaft festhielten, auf den Plan. Sie nahmen ihm den nichts aussparenden Naturalismus, der auch unter den Rotarmisten nackte Angst, irrationales Panikverhalten und qualvolles Sterben beschreibt, übel und bezichtigten ihn des „Remarquismus“, also der Nacheiferung von Erich Maria Remarques betont kritischer Erster-Weltkriegs-Aufarbeitung in publikumswirksamer Romanform.
Weitaus erregtere Debatten wurden 1965 um den Roman Ijul '41 goda (июль '41 года, Juli 41) geführt. Baklanow analysiert darin, wie es möglich war, dass die deutschen Truppen so schnell und weit in die Sowjetunion vordringen konnten und macht den Personenkult um Stalin dafür verantwortlich. Stalins Säuberungen hatten das Offizierskorps unheilvoll geschwächt. In der DDR stand das Manuskript ebenfalls 1965, nämlich im August, zur Disposition. Der Gutachter, der nach eigener Aussage noch keine so scharfe Verurteilung des Stalinismus vorgelegt bekommen hatte, riet von einer Veröffentlichung ab. Dennoch passierte das Werk das Druckgenehmigungsverfahren, geriet dann allerdings in die Mühlen des 11. Plenums des ZK der SED, was die Streichung aus den Verlagsplanungen für 1966 zur Folge hatte. Die das Werk und seine Drucklegung betreuende Volk-und-Welt-Lektorin Lola Debüser wurde gerügt und ihr Gehalt beschnitten. Siegfried Lokatis stufte in seinem Aufsatz über die Zensur sowjetischer Kriegsromane beim Verlag Volk und Welt (2005) Baklanows Roman „anschaulicher und kompromissloser als Simonow[s]“ Stalin-Abrechnung Die Lebenden und die Toten von 1962 ein. Max Walter Schulz äußerte 1977 in einem Zeitschriftenbeitrag, als das Buch vor seiner verspäteten Veröffentlichung stand, dass es heftig und konträr diskutiert worden sei – „eben wegen seiner tiefparteilichen wie schonungslos-kritischen Tendenz“.
Nach Perestroika und Glasnost hatten Literaturbeobachter in den 1990er Jahren von Baklanow und anderen nonkonformen Autoren, die sich zum Beispiel in der „Aprel“-Gruppe zusammengeschlossen hatten, Bücher über die neuen „realistischen Gegenwartsprobleme“ erwartet und zeigten sich über deren Ausbleiben enttäuscht.
Baklanows Romane erschienen in über 30 Ländern. Zudem wurden viele seiner Bücher verfilmt oder auf der Theaterbühne inszeniert.